# Madlangempisi
Madlangempisi – inkhundla w Dystrykcie Hhohho w Królestwie Eswatini. Według spisu powszechnego ludności z 2007 r. zamieszkiwało go 16 972 mieszkańców. Inkhundla dzieli się na pięć imiphakatsi: Ebulanzeni (Buhlebuyeza), Emzaceni, Kadvokolwako, Kaguquka, Kazandondo.